# Palaiologosz Margit münsterbergi hercegné
Palaiologosz Margit (1459/64 – 1496. július 25.), 
csehül: Markéta z Montferratu, kněžna minstrberská, olaszul: Elena Margherita Paleologa del Monferrato, franciául: Marguerite Paléologue de Montferrat, latinul: Margarita Palaeologina Montisferrati, görögül: Μαργαρίτα Παλαιολογίνα του Μονφερράτου, németül: Margarete Palaiologa von Montferrat, Herzogin von Münsterberg, lengyelül: Helena Małgorzata Paleolog, księżniczka ziębicka, születése jogán montferrati őrgrófnő és a házassága révén münsterbergi (ziębicei) és troppaui (opavai) hercegné. I. (Podjebrád) György cseh király menye, IV. (Palaiologosz) János montferrati őrgróf lánya, Podjebrád Katalin magyar királyné és I. Mátyás magyar király sógornője, Savoyai Lajos és I. Sarolta ciprusi uralkodópár, valamint Palaiologosz Amadea ciprusi királyné unokahúga, továbbá I. Izabella címzetes mallorcai királynő ükunokája és I. Janus ciprusi király dédunokája. A Palaiologoz-ház montferrati ágának a tagja.

## Élete

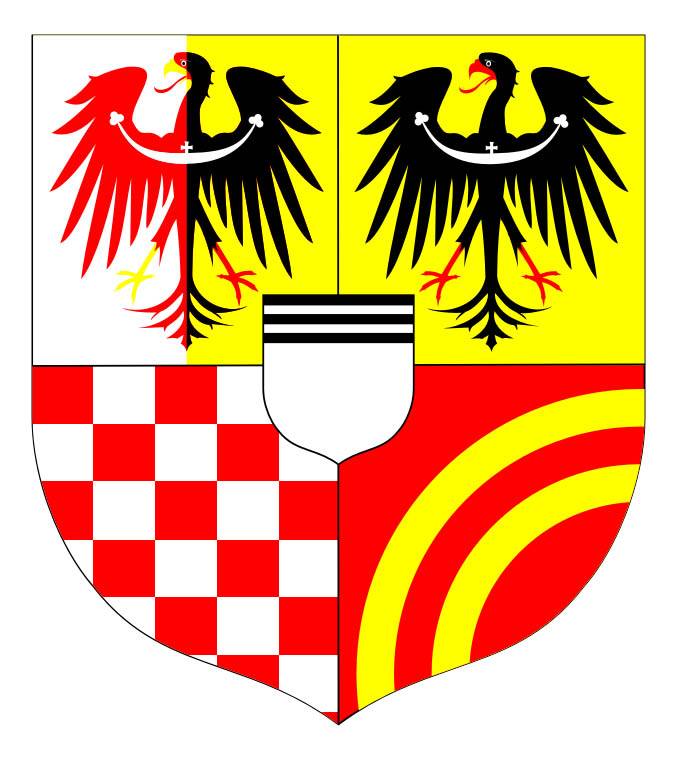
A Pojebrád-ház münsterbergi ágának címere

Az édesapja IV. (Palaiologosz) János (1413–1464) montferrati őrgróf, az édesanyja Savoyai Margit (1439–1483), I. Lajos savoyai hercegnek, V. Félx (ellen)pápa fiának és Lusignan Anna ciprusi királyi hercegnőnek, I. Janus ciprusi király lányának a lánya. Palaiologosz Margit hercegné Palaiologosz Amadea ciprusi királynénak, valamint Savoyai Lajos és I. Sarolta ciprusi uralkodópárnak volt az unokahúga.
Férje Podjebrád Viktorin (1443–1500) cseh királyi herceg és trónörökös, a sziléziai Münsterberg hercege, I. (Podjebrád) György cseh királynak és első feleségének, Sternbergi Kunigunda (1422–1449) bárónőnek a másodszülött fia, Katalin (Kunigunda) (1449–1464) magyar királynénak az édestestvére, aki 1449. november 11-én látta meg a napvilágot, és az édesanyja után a Kunigunda nevet kapta a keresztségben. Anyósa az ikerlányai születése után pár nappal gyermekágyi lázban halt meg. Az apósa ezután Rožmital Johanna úrnőt vette feleségül, aki később cseh királyné lett.
Margit hercegné Viktorin herceg harmadik felesége volt. Viktorin hercegnek a három házasságából hét gyermeke született, és ebből Margittól három lánya volt. Feltételezhetően Margit a harmadik lánya, Apollónia szülésébe halt bele 1496. július 25-én. Özvegye 1500-ban halt meg.
Legkisebb lánya, Apollónia a sziléziai Strehlenben katolikus klarissza apáca lett, míg idősebbik lánya, Orsolya (Ursula) (1491/95–1534) hercegnő a freibergi magdalénás rend apácája volt, majd a lutheri reformáció hatására 1523-ban Apollónia lutheránus hitre tért, mint ahogy a nővére is, de csak Apollónia ment férjhez.
Apollónia lánya 1527. október 26-án vagy 1528. február 24-én házasságot kötött Erhard von Queisszel (1490 körül–1529), a Pomezániai Székeskáptalan lutheránus püspökével, akinek egy leányt, Máriát (1529–1539) szülte 1529. márciusában, Apollónia azonban gyermekágyi lázban meghalt, akárcsak annak idején a nagyanyja. Hamarosan a férje is meghalt 1529. szeptember 10-én járványos betegség következtében, teljesen árván hagyva újszülött lányukat, akinek a gondozását Apollónia nővére, Orsolya hercegnő vette át 1534-ben bekövetkezett haláláig. A kis Mária pedig  röviddel a 10. születésnapja előtt 1539. január 9. halt meg.

## Gyermekei
- Férjétől, Podjebrád Viktorin (1443–1500) cseh királyi hercegtől és trónörököstől, a sziléziai Münsterberg hercegétől, 3 leány:
  - Anna (1490–1498)
  - Orsolya (Ursula) (1491/95–1534), a freibergi magdalénás rend apácája
  - Apollónia (1492/96–1529), férje Erhard von Queis (1490 körül–1529), a Pomezániai Székeskáptalan lutheránus püspöke, 1 leány:
    - Queisi/Kwisai Mária (1529. március – 1539. január 9.)